# Кянда (река, впадает в Белое море)
Кянда — река на севере Архангельской области России. Протекает в Покровском сельском поселении Онежского района. Длина реки — 49 км.
Кянда берёт своё начало в болоте на Онежском полуострове, к западу от озера Солозеро (исток Солзы). В среднем течении протекает через Кяндозеро. Впадает в Онежскую губу Белого моря. Притоки: Воя, Маложма, Лапручей, Кобылий.
В нижнем течении, в деревне Кянда, реку пересекает мост автодороги Архангельск—Северодвинск—Онега.